# Rohan Dennis
Rohan Dennis (Adelaide, 1990. május 28. –) ausztrál professzionális országúti kerékpáros, az UCI WorldTeam Visma–Lease a Bike csapatának tagja. 
2012-ben olimpiai ezüstérmet nyert a csapat üldözőversenyben. 2016-ban ötödik, 2020-ban bronzérmes volt az időfutamon az olimpián. 
2018-ban és 2019-ben megnyerte az UCI férfi egyéni időfutam-világbajnokságot. 
2023. február 10-én bejelentette, hogy a versenyszezon végére visszavonul a profi kerékpározástól.
2023. december 31-én letartóztatták: halált okozó veszélyes vezetéssel, kellő körültekintés nélküli életveszély-okozás miatt vádolták meg, miután vélhetően járművével feleségét, Melissa Hoskinst Adelaide-ben halálra gázolta.